# Unquillosaurus ceibalii
Unquillosaurus ceibalii es la única especie conocida del género extinto  Unquillosaurus  (“lagarto de Unquillo”) de dinosaurio terópodo dromeosáurido, que vivió a finales del período Cretácico, hace aproximadamente 83 y 71 millones de años, en el Campaniense, en lo que es hoy Sudamérica. Unquillosaurus es un dromeosáurido que se estima que llegó a medir 3 metros de largo y 1,40 m de alto, pesando cerca de los 40 kilogramos. El holotipo, PVL 3670-11, fue encontrado en Arroyo-Morterito en la Formación Los Blanquitos, que data del Campaniense. El terópodo abelisáurido Guemesia también se conoce de esta formación, así como fósiles de lo que puede pertenecer a una especie de titanosauriano. Consiste en un pubis izquierdo, de 514 milímetrosde largo descrito en 1979 por Powell. El espécimen fue re-estudiado por Fernando Novas y Federico Agnolin en 2004, quienes concluyeron que se había malinterpretado la orientación del pubis, apuntaba hacia atrás, como lo demuestra el fósil aún adherido a una parte desplazada del pedúnculo púbico del ilion.
La especie tipo Unquillosaurus ceibalii fue descrita por Jaime Eduardo Powell en 1979. El nombre genérico, "Unquillosaurus", se deriva del río Unquillo y la palabra griega "sauros", que significa "lagarto". El nombre específico, "U. ceibalii ", se refiere al pueblo El Ceibal. En un principio se pensó que pertenecía a un terópodo gigante de 11 metros de largo. 
Es conocido solo por un pubis izquierdo casi completo. En el 2004 Novas y Agnolin determinaron el surco próximo supuesto de diagnóstico conocido por Powel en 1979 no existe, y es realmente el pedúnculo púbico del ilion roto y desplazado. Esto permitió que identificaran un pedúnculo púbico ventral cóncavo, y el ángulo entre los bordes anteriores y ventrales opistopúbicos. Qué se ve normalmente pues la superficie acetábular del pubis es la parte posterior de un pedúnculo iliaco muy largo, saliendo de un espacio muy minúsculo para el acetábulo, que se dice para asemejarse a los maniraptoriformes. Cosa que coloca a Unquillosaurus por estos caracteres en Maniraptora.
Powell asignó originalmente a Unquillosaurus a Carnosauria, repitiendo la asignación en 1986. En 2004, Novas y Agnolin concluyeron a partir de la anatomía pélvica opistopúbica que Unquillosaurus era parte de Maniraptora o al menos de Maniraptoriformes, y probablemente estrechamente relacionado con Avialae o Alvarezsauridae con forma de pájaro, quizás era en sí mismo un pájaro, un miembro basal de los Metornithes. Sin embargo, en 2006, Novas declaró que Unquillosaurus probablemente pertenecía al clado maniraptorano Dromaeosauridae. Carrano et al. en 2012, colocó al animal nuevamente en Carnosauria, específicamente en Carcharodontosauria y señaló que la interpretación original probablemente era correcta y que el animal tiene muchas similitudes con Giganotosaurus.
En 1997, Ford sugirió en la DML que Unquillosaurus fuera similar a Unenlagia, que ha ido en cuanto a incitar la discusión de la sinonimia. Sin embargo, Unquillosaurus no es sinónimo con Unenlagia. Primero, se debe observar que el pubis fue descrito incorrectamente, la cara medial que es lateral y viceversa. La "cresta lateral supuesta" es realmente el delantal púbico, las facetas "laterales" en el pubis está realmente la sínfisis púbica. Comparado a Unenlagia el pubis es más propubico; el pedúnculo isquial es más largo; había una muesca del obturator; el eje anteroposterior más grueso distalmente; el pubis se proyecta levemente; hay un surco proximomedial; el pedúnculo iliaco menos transversal se amplía; el canal pélvico es más estrecho; el eje próximo se amplía lateralmente; el extremo distal se amplía transversalmente, no se comprime; hay un boquete en la sínfisis del pubis.